# Thamska huset

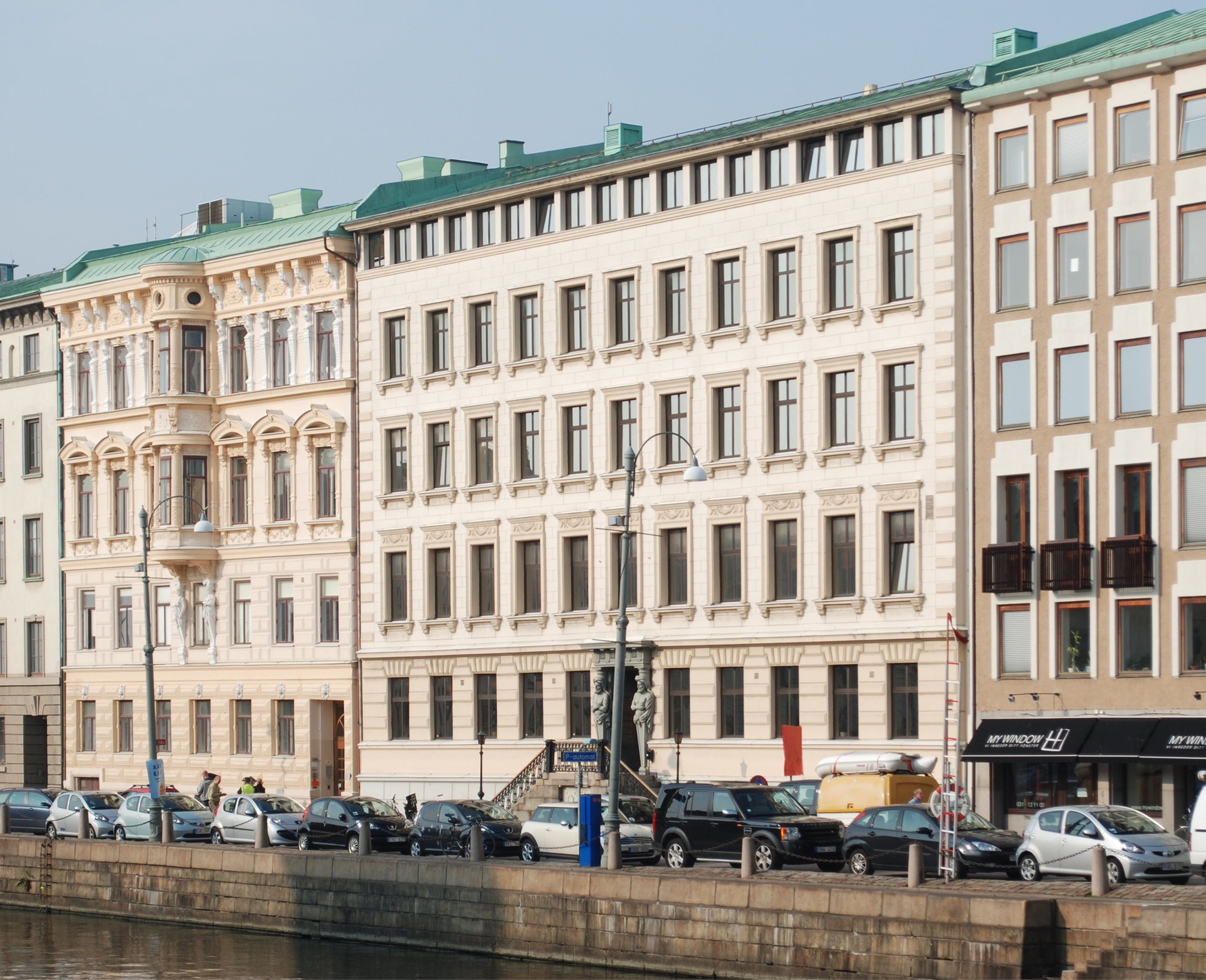
Thamska huset i september 2010.

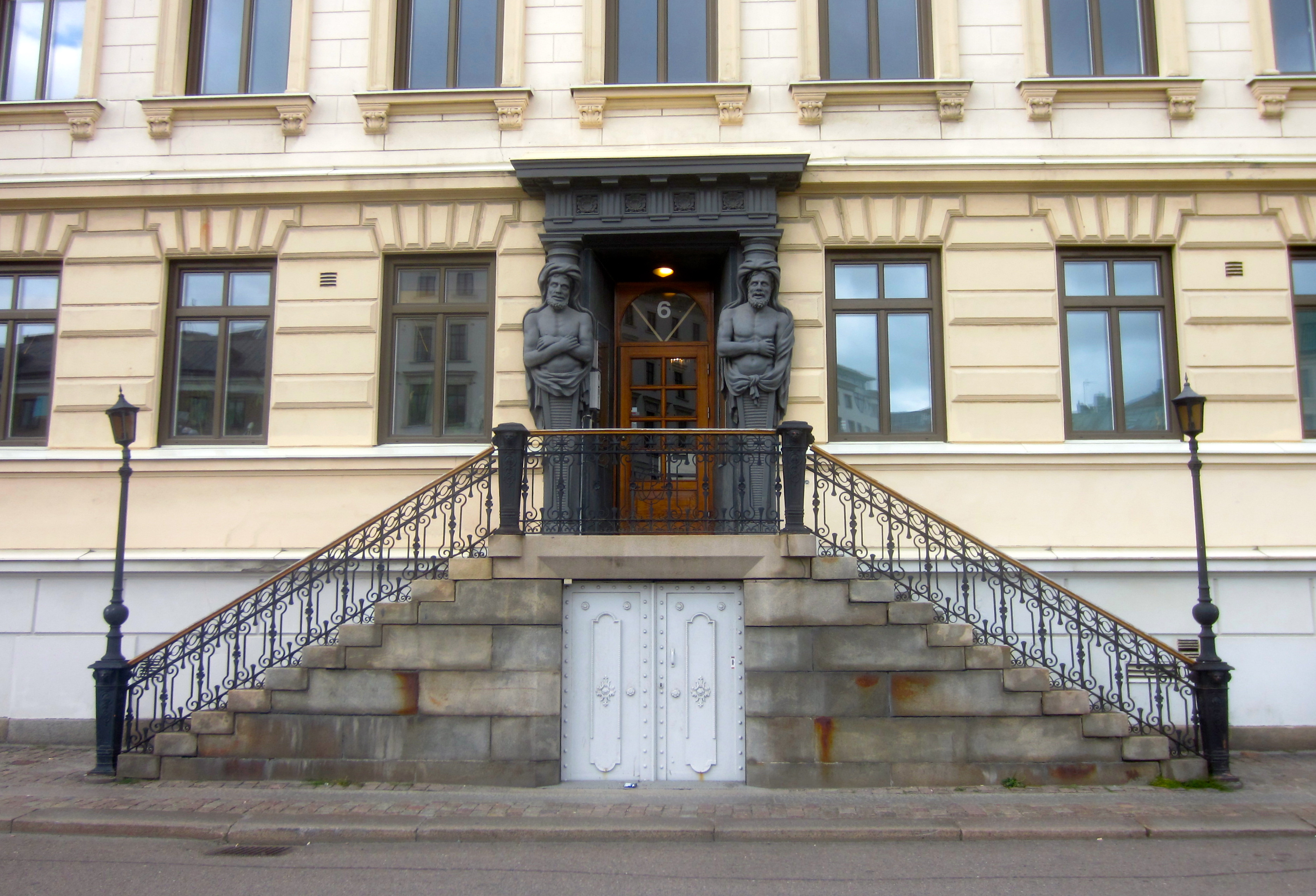
Dubbeltrappan vid Thamska huset.

Thamska huset, är beläget på Norra Hamngatan 6 och har två gårdsflyglar mot Smedjegatan 5 (A-E) i Göteborg. Det har fastighetsbeteckningen Nordstaden 13:4 och är ritat av fortifikationsofficeren Johan Adam Blessingh.

## Historik
Huset uppfördes som en tvåvånings byggnad 1732 av köpmannen Vollrat Tham den yngre (1687–1737). Senare kom huset att ägas av Niclas Sahlgren och av kommerserådet Christian Arvidsson (1717–1799), storköpman i järn- och träbranschen.
År 1799 utspelade sig "Björnbergska brännsvinskriget" vid huset. Huset ägdes då av Niklas Björnberg, som arrenderade kronobränneriet. Han hade stora mängder säd i magasinen, och då han brände brännvin av det istället för att sälja säden detta nödår, ledde det till upplopp och en folkmassa angrep Björnbergs bostad.
På 1800-talet övertogs fastigheten av grosshandlare Asmus Heinrich Evers (1793–1877), delägare i A. H. Evers & Co 1837–1849. Han lät bygga på en våning. År 1850 köptes den av Wilhelm Röhss d.ä., och byggnaden mot Norra Hamngatan användes som bostad, lager och kontor för familjen och firman. Fastighets AB Commercia tog över efter familjen Röhss och genomförde en ombyggnad 1904–08. Mot Norra Hamngatan tillkom ytterligare en våning och hela huset kontoriserades. Åren 1934–35 företogs nästa större ombyggnad, då också en vindsvåning inreddes.
Från den 1 januari 2015 är ett konsortium av flera bolag ägare till fastigheten. Tidigare ägare var Mustad Fastighets AB sedan år 1930.